# ドラマティックス
ドラマティックス (en:The Dramatics) は、アメリカ合衆国ミシガン州デトロイトで結成されたソウル・コーラス・グループである。

## 解説
高校の同級生によりグループが結成されたのは1964年であり、翌65年には早くもレコーディングを行い、68年にウィリアム”ウイジー”ハワードが加わっている。
グループは、このウィジーがリード・ヴォーカル時代に、スタックス・レコードから「ワッチャ・シー・イズ・ワッチャ・ゲット」(1971)「イン・ザ・レイン」(1972)のヒットを発表している。